# Henri Masson
Henri Masson (Paris, 17 de janeiro de 1872 – 17 de janeiro de 1963) foi um esgrimista francês, medalhista olímpico.
Henri Masson representou seu país nos Jogos Olímpicos de Verão de 1900. Conseguiu a medalha de prata no florete.